# بابا عمرو
بابا عمرو (به عربی: بابا عمرو) یک منطقهٔ مسکونی در سوریه است که در حمص واقع شده‌است. بابا عمرو ۳۴٬۱۷۵ نفر جمعیت دارد.